# Ламберт, Элинор
Элинор Ламберт Берксон (англ. Eleanor Lambert Berkson, 10 августа 1903 – 7 октября 2003) ― модный публицист. Она сыграла важную роль в повышении международной известности американской индустрии моды и в становлении Нью-Йорка крупной столицей моды. Ламберт является основательницей Недели моды в Нью-Йорке, Совета модельеров Америки и Met Gala.

## Ранние годы
Ламберт родилась в пресвитерианской семье в Кроуфордсвилле, штат Индиана. Она посещала Школу искусств Джона Херрона и Чикагский художественный институт, где изучала моду. Ламберт хотела стать скульптором, но вместо этого занялась рекламой. Она начинала в рекламном агентстве на Манхэттене, занимаясь в основном художниками и художественными галереями.

## Карьера
Ламберт переехала в Нью-Йорк в 1925 году и некоторое время работала в рекламном агентстве на Манхэттене. В середине 1930-х годов она была первым пресс-директором Музея американского искусства Уитни и помогала в создании Музея современного искусства и Ассоциации арт-дилеров Америки. Джексон Поллок, Джейкоб Эпштейн и Исаму Ногучи были лишь некоторыми из многих художников, которых она представляла.
В 1940-х годах Ламберт основала премию модных критиков Coty (которая позже стала наградой C.F.D.A.) и Неделю моды в Нью-Йорке. В 1959 и 1967 годах Государственный департамент США попросил её впервые представить американскую моду в России, Германии, Италии, Австралии, Японии, Великобритании и Швейцарии.
В 1965 году президент Линдон Джонсон назначил её членом Национального совета по искусству Национального фонда искусств. В 1962 году она организовала Совет модельеров Америки (CFDA) и оставалась почетным членом до самой смерти в 2003 году.
В 2001 году CFDA учредила премию Элеоноры Ламберт, которая вручается за уникальный вклад в мир моды. За несколько месяцев до смерти она оставила свой Международный список лучших нарядов четырём редакторам Vanity Fair. Вскоре после своего последнего публичного выступления на Неделе моды в Нью-Йорке в сентябре Ламберт умерла в 2003 году в возрасте 100 лет. После смерти её внук Мозес Берксон завершил документальный фильм о её жизни.

## Личная жизнь
Она была замужем дважды. Первый брак с Уиллсом Коннером в 1920-х годах закончился разводом. Второй брак с Сеймуром Берксоном в 1936 году закончился его смертью в 1959 году. У Ламберт и Берксона был один общий сын, известный поэт Билл Берксон. Она умерла на Манхэттене в Нью-Йорке.

## В массовой культуре
В мини-сериале от Netflix «Холстон» Ламберт сыграла Келли Бишоп.